# 1950年3月18日日食
1950年3月18日日食是一次日環食，發生於协调世界时1950年3月18日。新月當天（即朔日），地球上觀測到月球和太阳的角距離極小，此時月球如果恰好在月球交點附近，穿過太阳和地球之間，與地球、太阳接近一直線，則會出現日食。月球穿過太阳和地球之間，但距地球較遠，本影未能接觸地表，而使偽本影覆蓋的區域內看到月球的角直徑小於太陽，就形成日環食，同時在偽本影兩側數千公里的半影範圍內形成日偏食。此次日環食經過了南极洲毛德皇后地，日偏食則覆蓋了南美洲南端、非洲西南部及南极洲的一部分。

## 日食概況

### 出現區域
此次日全食發生時，月影軸線未經過地球，僅從地球北端以外掠過，偽本影擦過南极洲毛德皇后地北部地區及南印度洋和南大西洋交界處的海域。環食帶在當時未覆蓋任何南極科學考察站，當時尚未建設的日本瑞穗基地和昭和基地均位於環食帶內。
除了上述極短的環食帶內能看到日環食之外，月球半影覆蓋範圍內都能看到日偏食，包括智利南端、阿根廷南端、福克兰群岛、南乔治亚和南桑威奇群岛、中非西南半部、南部非洲、东非西南部，及南极洲靠近大西洋的約一半。
月球在其軌道上自西向東轉動，發生日食時，月球在地球表面的陰影也大多自西向東移動，而從地球上看，太陽的西側先被月球遮掩，然後逐漸向東。但此次日食發生在春分前不久，地軸南端略向太陽方向傾斜，月球本影經過了晨昏圈最南端附近的區域，因而在南极點偏向澳大利亚方向的被半影覆蓋、看到日偏食的極小區域內，月影在地表自東向西移動，地面上看到的太陽東側最先被月球遮掩。環食帶及大部分日偏食區域內的日食都發生在3月18日，而南极洲沒有確定使用的时区，還有靠近南极點的極小一部分地區處於極晝，從地理位置上看，南极點偏向印度洋方向的極晝區域在3月19日凌晨看到日偏食，更小的一部分區域的日偏食在3月18日子夜前不久開始，在3月19日凌晨結束。
整個20世紀只有5次月影軸線未經過地球而本影或偽本影擦過地球一端的日食，包括2次日環食和3次日全食。上一次是1928年5月19日的日全食，而下次則是1957年4月30日的日環食。

### 基本參數
- 類型：日環食
- 食甚中心處（位於南极洲毛德皇后地海岸以北760公里的洋面）資料：
  - 時間：1950年3月18日15:31:32.1
  - 地點：60°55.3′S 40°58.9′E / 60.9217°S 40.9817°E
  - 食分：0.9620（環食帶內最大）

## 相關的日食

### 1950-1953年的日食
月球交替位於相對的月球交點時，以半個交點年（食年），即約177天又4小時間隔出現下列日食。
| 升交點                                          | 升交點                   |          | 降交點                  | 降交點 |
| 沙羅周期                                        | 地圖                     | 沙羅周期 | 地圖                    |        |
| 119                                             | 1950年3月18日 環食       | 124      | 1950年9月12日 全食      |        |
| 129                                             | 1951年3月7日 環食        | 134      | 1951年9月1日 環食       |        |
| 139                                             | 1952年2月25日 全食       | 144      | 1952年8月20日 環食      |        |
| 149                                             | 1953年2月14日 偏食（北） | 154      | 1953年8月9日 偏食（南） |        |
| 註：1953年7月11日的日偏食屬於下一組交點年系列。 |                          |          |                         |        |

### 沙羅周期
沙羅周期長度為18年11天。本次日食屬於沙羅周期119，共包含71次日食，依次為850年5月15日至976年7月29日的8次日偏食、994年8月9日至1012年8月20日的2次日全食、1030年8月31日的1次全環食（亦稱混合食）、1048年9月10日至1950年3月18日的51次日環食、1968年3月28日至2112年6月24日的9次日偏食，總共歷時1262.11年。其中最長的全食發生於1012年8月20日，僅持續了32秒。
下表列舉了1901年至2100年間發生的屬於該周期的日食，是第60至70次：
| 60            | 61            | 62            |
| ------------- | ------------- | ------------- |
| 1914年2月25日 | 1932年3月7日  | 1950年3月18日 |
| 63            | 64            | 65            |
| 1968年3月28日 | 1986年4月9日  | 2004年4月19日 |
| 66            | 67            | 68            |
| 2022年4月30日 | 2040年5月11日 | 2058年5月22日 |
| 69            | 70            |               |
| 2076年6月1日  | 2094年6月13日 |               |

## 資料來源
1. ↑  樊忠玉. . 中国天文科普网.   [2016-03-25]. （原始内容存档于2014-09-17）.
2. 1 2  Fred Espenak. . NASA Eclipse Web Site.   [2016-03-25]. （原始内容存档于2020-10-25）.（英文）
3. ↑  Fred Espenak. . NASA Eclipse Web Site.   [2016-03-25]. （原始内容存档于2020-10-25）.（英文）
4. ↑  Xavier M. Jubier. .   [2016-03-25]. （原始内容存档于2017-04-06）.（法文）（英文）
5. 1 2  Fred Espenak. . NASA Eclipse Web Site.   [2016-03-25]. （原始内容存档于2008-08-29）.（英文）
6. ↑  Fred Espenak. . NASA Eclipse Web Site.（英文）

## 外部連結
- NASA日食專頁（页面存档备份，存于）（英文）
- 可見區域圖和時間統計：由弗雷德·埃斯佩纳克做出的日食預報，NASA/GSFC
  - Google互動地圖呈現的日食範圍
  - 貝塞爾元素
- Google地圖顯示的日環食和日偏食範圍（页面存档备份，存于）（法文）（英文）

| \| \| 日食 \|                              |                              |                                           |
| 上一次日食： 1949年10月21日日食 （日偏食） | 1950年3月18日日食 （日環食） | 下一次日食： 1950年9月12日日食 （日全食） |
| 上一次日環食： 1948年5月9日日食            | 1950年3月18日日食 （日環食） | 下一次日環食： 1951年3月7日日食           |
|                                            | 日食                         |                                           |